# Seria 460 ČD
Seria 460 (dawna seria EM 488.0) to czeskie i słowackie oznaczenie elektrycznych zespołów trakcyjnych produkowanych w latach 1971-1978 w zakładach Vagonka Studénka.
Seria 460 przystosowana jest do eksploatacji na liniach elektryfikowanych napięciem 3 kV prądu stałego, a powstała na bazie serii 560, przystosowanej do pracy na liniach elektryfikowanych prądem przemiennym 25 kV, 50 Hz.
43 wyprodukowane sztuki były w 2010 roku eksploatowane przez przewoźników České dráhy (lokomotywownia Bogumin) i Železničná spoločnosť Slovensko (lokomotywownia Koszyce).

## Ostatnie lata w ruchu
W ostatnich latach jednostki 460 znajdowały się w lokomotywowni w Ołomuńcu i obsługiwały linię S3. W 2020 roku jednostki zostały zredukowane z 5 do 3 wagonów (s+d+s).

Wiosną 2024 zostały odstawione.

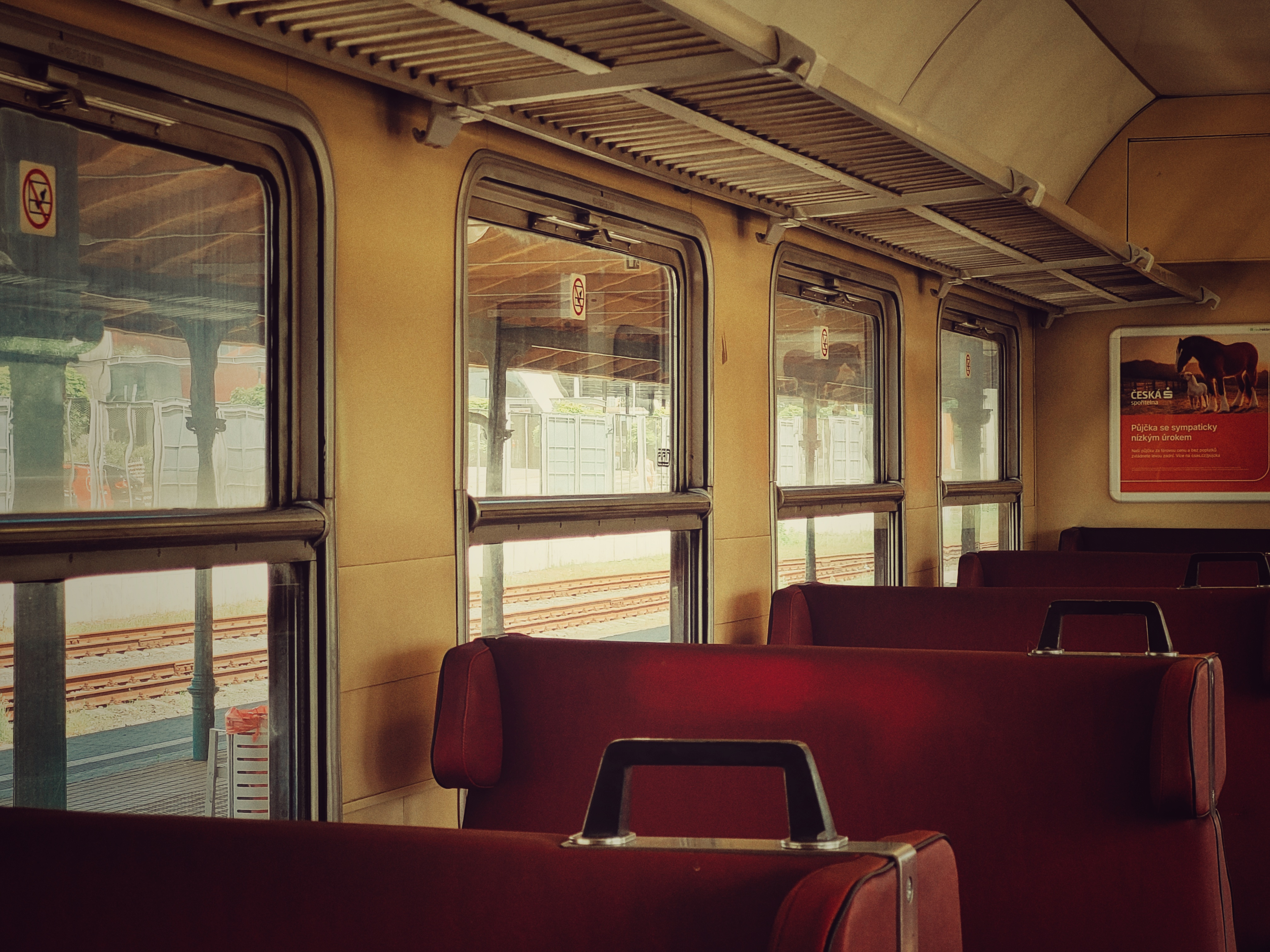
przedział pasażerski 460.069
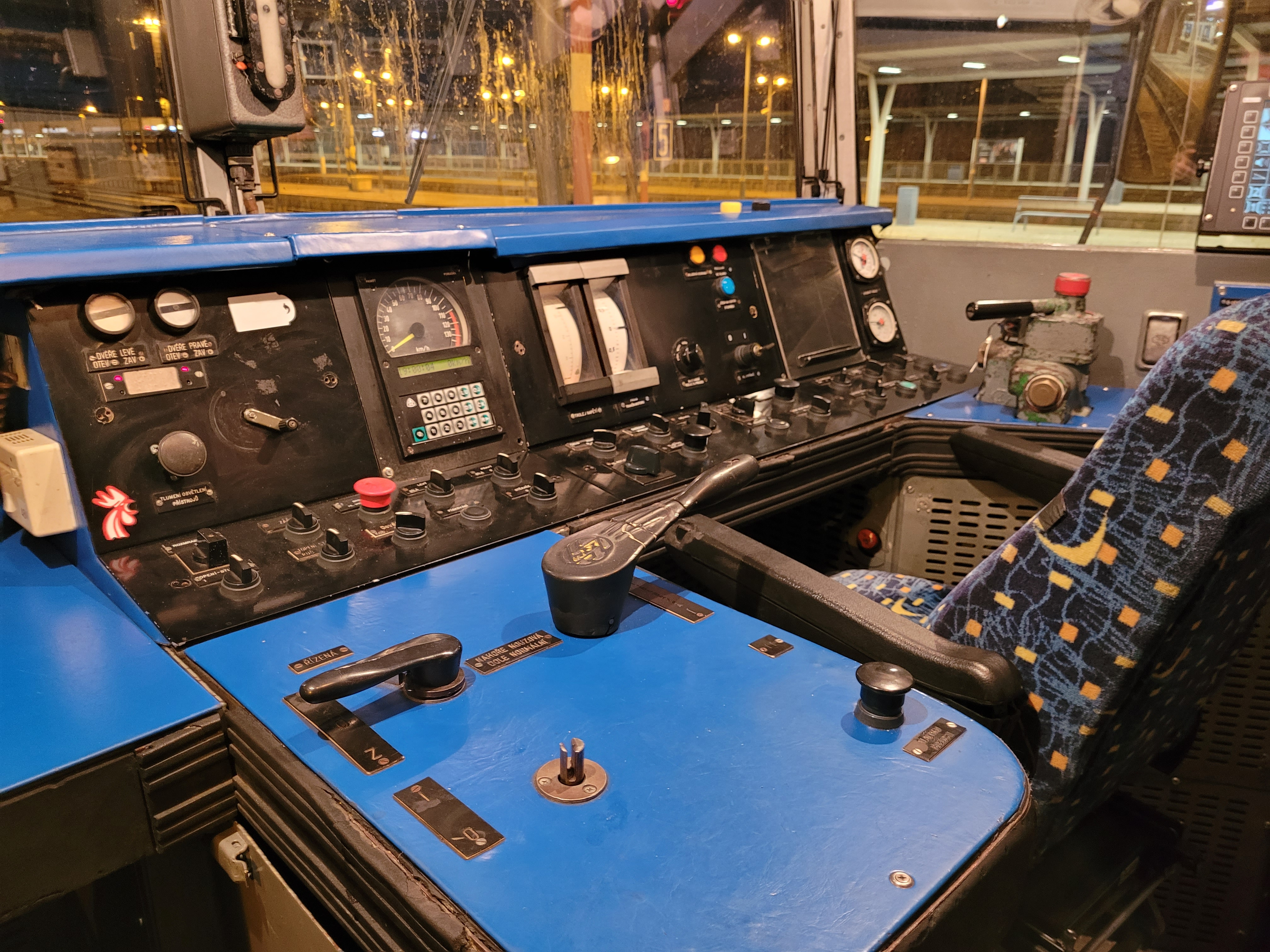
Kabina maszynisty 460.059
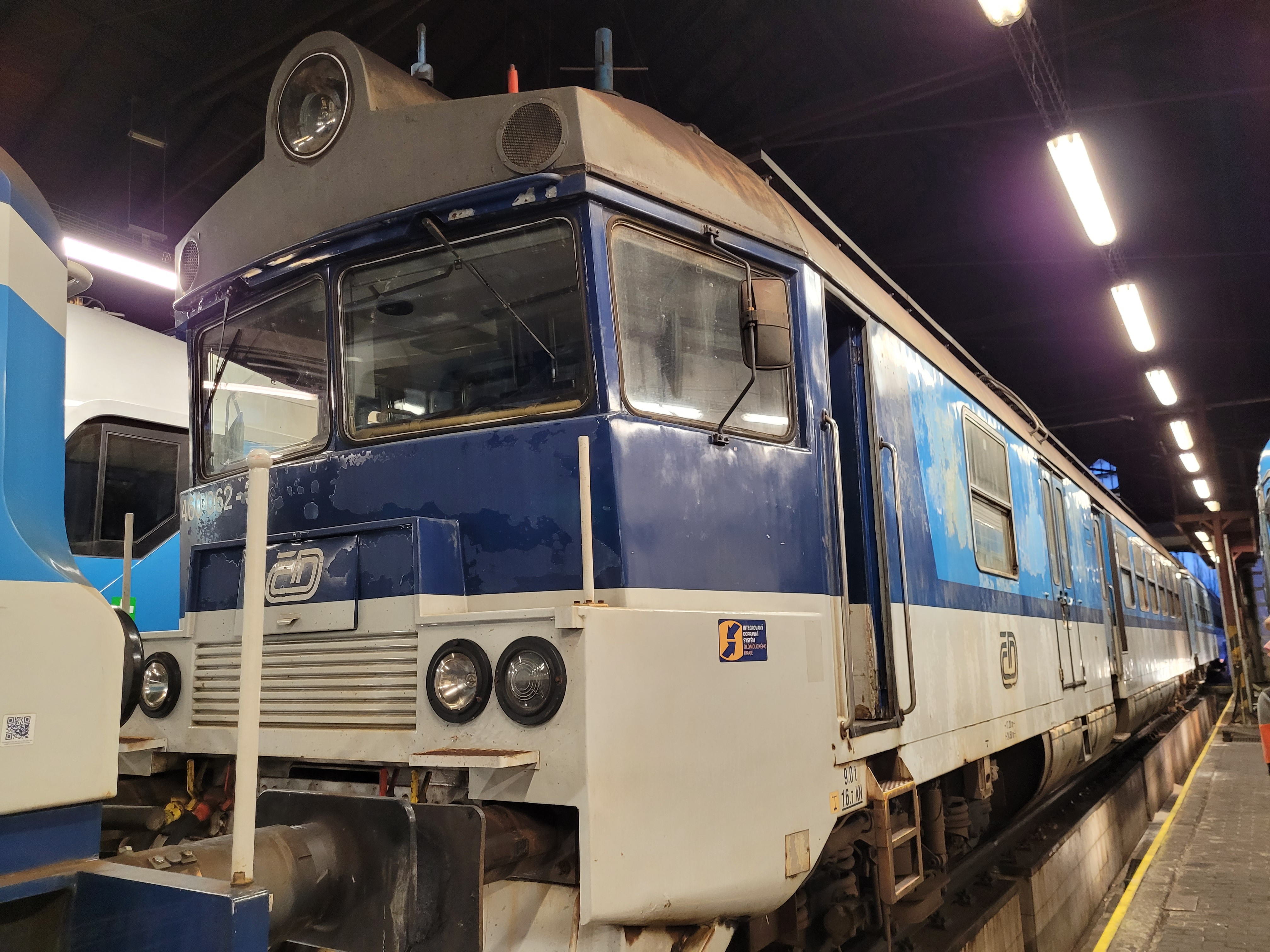
460.062 w lokomotywowni Ołomuniec
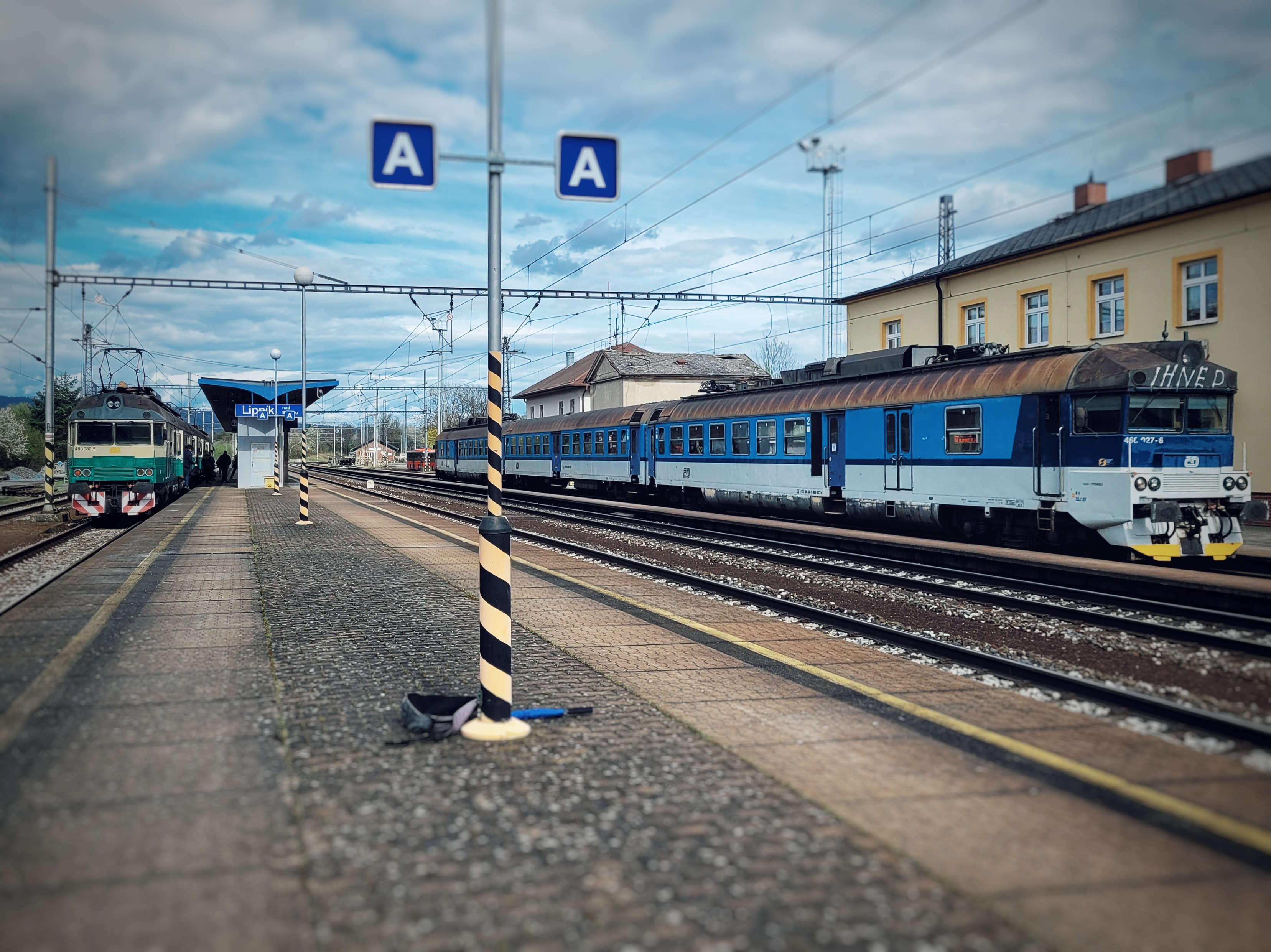
460 w Lipniku nad Bečvou na linii S3 (po lewej stronie widać RETRO 460.079+080)

## Przypisy

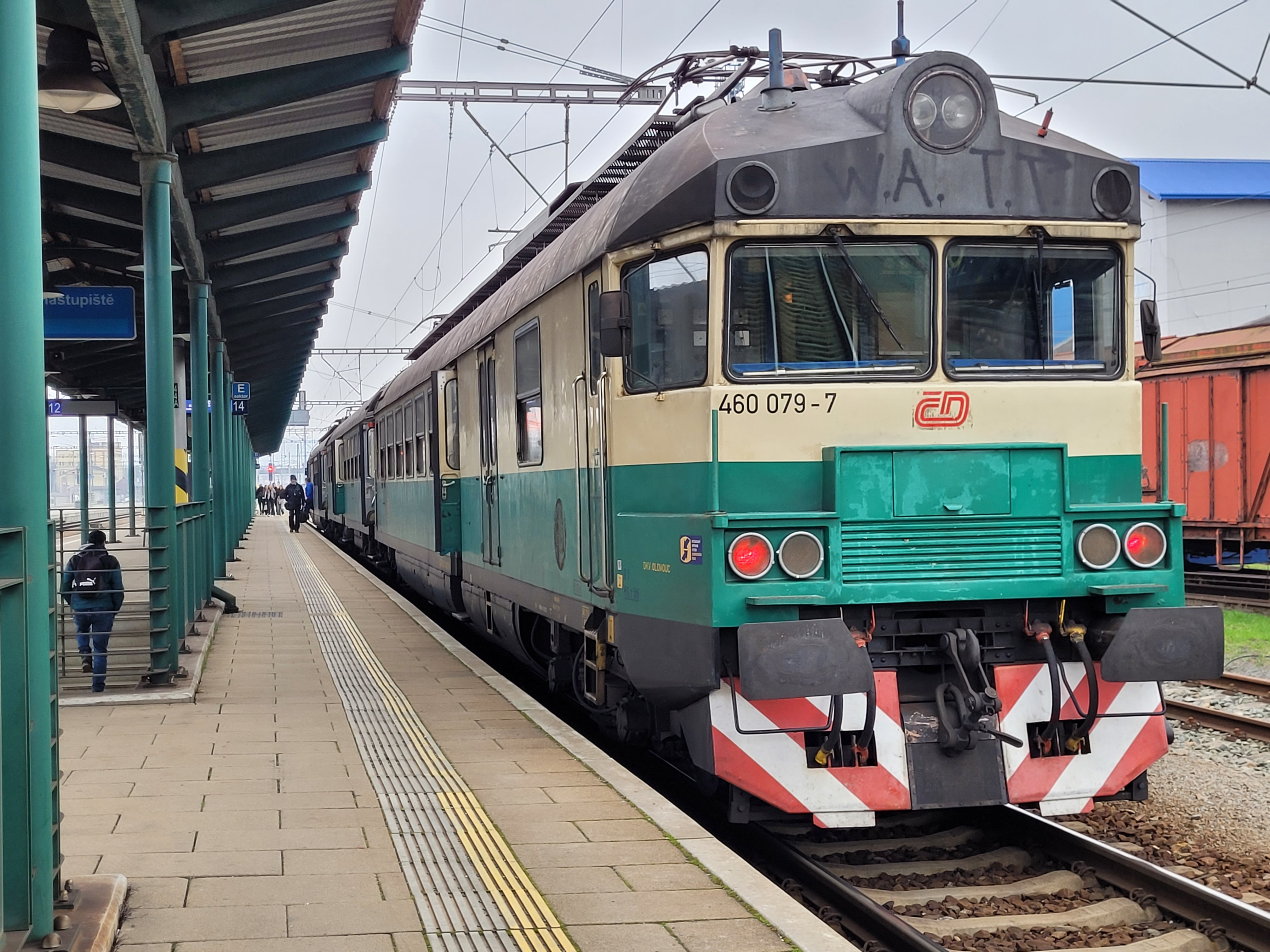
Retro 460.079/080 w stacji Przerow